# Gagea sicula
Gagea sicula là một loài thực vật có hoa trong họ Liliaceae. Loài này được Lojac. miêu tả khoa học đầu tiên năm 1909.